# František Sobíšek
František Saleský Sobíšek (17. ledna 1920, Podhájí u Temelína – 10. května 2013, České Budějovice) byl český římskokatolický kněz, dlouholetý duchovní správce v Rudolfově, kanovník českobudějovické kapituly a papežský kaplan.

## Život
Narodil se v početné rodině jako jediný syn a nejmladší ze sedmi dětí. Několik měsíců poté, co vstoupil do českobudějovického chlapeckého semináře a začal studovat na Jirsíkově gymnáziu, mu zemřel otec. Po maturitě v roce 1940 se stal alumnem kněžského semináře v Českých Budějovicích, avšak v listopadu 1942 byl totálně nasazen a téměř do konce druhé světové války musel pracovat v Německu v továrně na letecké motory. Od roku 1945 pokračoval v přerušeném studiu a 29. června 1947 přijal v Českých Budějovicích kněžské svěcení. Poté působil krátce jako kaplan v Počátkách a následně od roku 1948 jako administrátor nejprve ve Všerubech u Domažlic a posléze od května 1950 v Nepomuku. V prosinci 1951 byl povolán k výkonu základní vojenské služby u pomocných technických praporů, u nichž zůstal až do května 1954.
Po propuštění byl ustanoven administrátorem v Chrášťanech a v srpnu 1961 přeložen do Rudolfova, odkud od ledna 1962 spravoval excurrendo také farnost Libníč a od července 1975 i Dobrou Vodu. Roku 1968 se zasadil o návrat Mons. Josefa Hloucha do úřadu českobudějovického biskupa a nakrátko se stal navíc jeho sekretářem. Během svého rudolfovského působení jej sice neúspěšně přesvědčovali ke spolupráci se Státní bezpečností, ale ze strany komunistického režimu nebyl nijak zvlášť pronásledován; k tomu významně přispěla i skutečnost, že si díky náhodě – shodnému datu narození – vytvořil korektní vztah s tehdejším předsedou rudolfovského národního výboru. V září 1989 se navíc stal okrskovým vikářem vikariátu České Budějovice-venkov. Od března 1993 byl kromě toho také administrátorem excurrendo ve farnosti u katedrály sv. Mikuláše v Českých Budějovicích, do níž roku 1994 odešel jako její administrátor a současně okrskový vikář českobudějovického městského vikariátu.
V polovině srpna 1997 odešel na odpočinek, nadále působil jako výpomocný duchovní v katedrální farnosti a přibližně do roku 2004 zůstal rovněž okrskovým vikářem. Dne 1. února 2000 byl navíc jmenován sídelním kanovníkem Katedrální kapituly u sv. Mikuláše v Českých Budějovicích, jímž zůstal až do svého emeritury 3. února 2012. Netajil se svým negativním postojem k jaderné elektrárně Temelín a v kostele sv. Prokopa ve Křtěnově pravidelně vedl modlitby za obyvatele odsunuté kvůli její výstavbě z okolních vesnic. Dne 14. května 2010 jej papež Benedikt XVI. jmenoval kaplanem Jeho Svatosti. Po posledním rozloučení, které se konalo 20. května 2013 v českobudějovickém kostele Obětování Panny Marie, byl František Sobíšek pohřben na rudolfovském hřbitově.